# Світлодолинська
Світлодолинська — проміжна залізнична станція 5-го класу Запорізької дирекції Придніпровської залізниці на неелектрифікованій лінії Федорівка — Верхній Токмак II між станціями Молочанськ (17 км) та Федорівка (17 км). Розташована в селі Світлодолинське Мелітопольського району Запорізької області.

## Пасажирське сполучення
На станції зупинялися поїзди приміського сполучення Мелітополь — Верхній Токмак (з 18 березня 2020 року рух приміських поїздів припинений на невизначений термін).